# Stavids å
Stavids å (även Stavis å) är ett vattendrag i Danmark. Det ligger på ön Fyn i Region Syddanmark. Dess källa ligger norr om Vissenbjerg och vattendraget mynnar i Odensefjorden. Vattendraget rann genom Næsbyhoved sø innan sjön torrlades. Namnet kommer av stafr (stolpe eller stång) och vad.

## Geologi
Vattendraget rinner genom en tunneldal som skapades under senaste istiden.

## Kultur
Næsbyhoved slott låg längs vattendraget.